# Џесика Симпсон
Џесика Симпсон (енгл. Jessica Ann Simpson; Абилин, 10. јул 1980) је америчка певачица, глумица, модел и модна дизајнерка. Снимила је седам студијских албума, четрнаест синглова и петнаест спотова.

## Дискографија
- Sweet Kisses (1999)
- Irresistible (2001)
- In This Skin (2003)
- Rejoyce: The Christmas Album (2004)
- A Public Affair (2006)
- Do You Know (2008)
- Happy Christmas (2010)

### Спотови
| Спот                                   | Година | Режисер                     |
| -------------------------------------- | ------ | --------------------------- |
| I Wanna Love You Forever               | 1999   | Bille Woodruff              |
| Where You Are                          | 2000   | Kevin Bray                  |
| I Think I'm in Love with You           | 2000   | Nigel Dick                  |
| Irresistible                           | 2001   | Simon Brand                 |
| A Little Bit                           | 2001   | Hype Williams               |
| Irresistible (Re-Mix Version)          | 2002   | Cameron Casey               |
| Love Me Tender                         | 2003   | ABC                         |
| Sweetest Sin                           | 2003   | Constantine Paraskevopoulos |
| With You                               | 2003   | Elliott Lester              |
| Take My Breath Away                    | 2004   | Chris Applebaum             |
| Angels                                 | 2004   | Matthew Rolston             |
| A Whole New World                      | 2004   | Elliott Lester              |
| Let It Snow! Let It Snow! Let It Snow! | 2004   | Jessica Simpson             |
| O Holy Night                           | 2004   | Jessica Simpson             |
| These Boots Are Made for Walkin'       | 2005   | Brett Ratner                |
| A Public Affair                        | 2006   | Brett Ratner                |
| I Belong to Me                         | 2006   | Matthew Rolston             |
| Come on Over                           | 2008   | Liz Friedlander             |
| Leave                                  | 2025   |                             |